# 쿠사카리 타미요
쿠사카리 타미요(Tamiyo Kusakari, 1965년 5월 10일 ~ )는 일본의 배우, 발레 무용수이다.
도쿄에서 태어났다.

## 방송
- 나의 가정부 나기사 씨
- 대연애~나를 잊은 당신과
- 쿠로이도 살인
- 정년 여자
- 평온한 고향